# The Langham, New York
The Langham, New York, Fifth Avenue, auch 400 5th Avenue, früher The Langham Place und The Setai Fifth Avenue, ist ein gemischt genutzter Wolkenkratzer in Manhattan in New York City, Vereinigte Staaten. Das Hotel- und Wohnhochhaus beherbergt ein Luxushotel mit 214 Hoteleinheiten und 184 Eigentumswohnungen.

## Beschreibung
Das Gebäude befindet sich in Midtown Manhattan an der Westseite der Fifth Avenue zwischen der West 36th und der 37th Street, Nordwestecke 36th Street und hat die Adresse 400 Fifth Avenue. Zwei Blocks südlich steht das Empire State Building.
Der von 2008 bis 2010 errichtete Wolkenkratzer wurde von Gwathmey Siegel & Associates Architects entworfen und am 1. November 2010 als The Setai Fifth Avenue eröffnet. Bauherr war das Bizzi & Partners Development, Eigentümer ist 400 Fifth Avenue Reality, LLC. Der Wolkenkratzer ist 192,6 Meter (632 Fuß) hoch und hat 59 Stockwerke. Der zehngeschossige Gebäudesockel besitzt eine abgerundete Ecke und eine Kalksteinverkleidung, die an die vielfältigen Steinverkleidungen der angrenzenden denkmalgeschützten historischen Gebäude anpasst ist. Über den Sockel erhebt sich etwas zurückgesetzt der Turm ohne Rücksprünge mit vertikalen Mauerwerksbändern und Fenstern, die an das Empire State Building erinnern. Die Fenster haben ein vertikal abgewinkeltes einzigartiges Profil. Hotel- und Wohnbereich werden von der 28. Etage, wo Gebäudetechnik untergebracht ist, getrennt. Das obere Drittel mit den Eigentumswohnungen besitzt Eckfenster. Gekrönt wird der Turm von einer ausladenden, nachts beleuchteten Krone aus Edelstahl. Seit Ende 2017 trägt das Gebäude die offizielle Bezeichnung The Langham, New York, Fifth Avenue.

## Hotel
Das Hotel „The Langham, New York“ ist ein Fünf-Sterne-Hotel der Langham Hospitality Group. Es belegt im Gebäude die Etagen fünf bis 27 und hat 157 Zimmer sowie 54 Suiten und drei Penthouse-Apartments. Neben dem Sterne-Restaurant „Ai Fiori“ gibt es unter anderem eine Bar und ein Fitnesscenter. Anfangs betrieb die Capella Hotel Group das Hotel, bis deren Besitzer Bi & Di Real Estate SpA es 2012 für 229 Millionen US-Dollar an die Great Eagle Holdings aus Hongkong verkauften. Diese stellten es unter die Führung der firmeneigenen Langham Hospitality Group und benannten es am 7. Mai 2013 in „The Langham Place, Fifth Avenue“ um. 2017 wurde in der 27. Etage durch Zusammenlegung von zwei Penthouses eine von Roche Bobois eingerichtete Präsidentensuite sowie das neue Spa „Chuan Body + Soul“ mit umfassendem Serviceangebot eröffnet. Seitdem wird das Hotel unter den Namen „The Langham, New York, Fifth Avenue“ geführt. Der Hoteleingang sowie ein separater Eingang für das in der zweiten Etage befindliche Restaurant „Ai Fiori“ befinden sich an der Fifth Avenue.

## Eigentumswohnungen

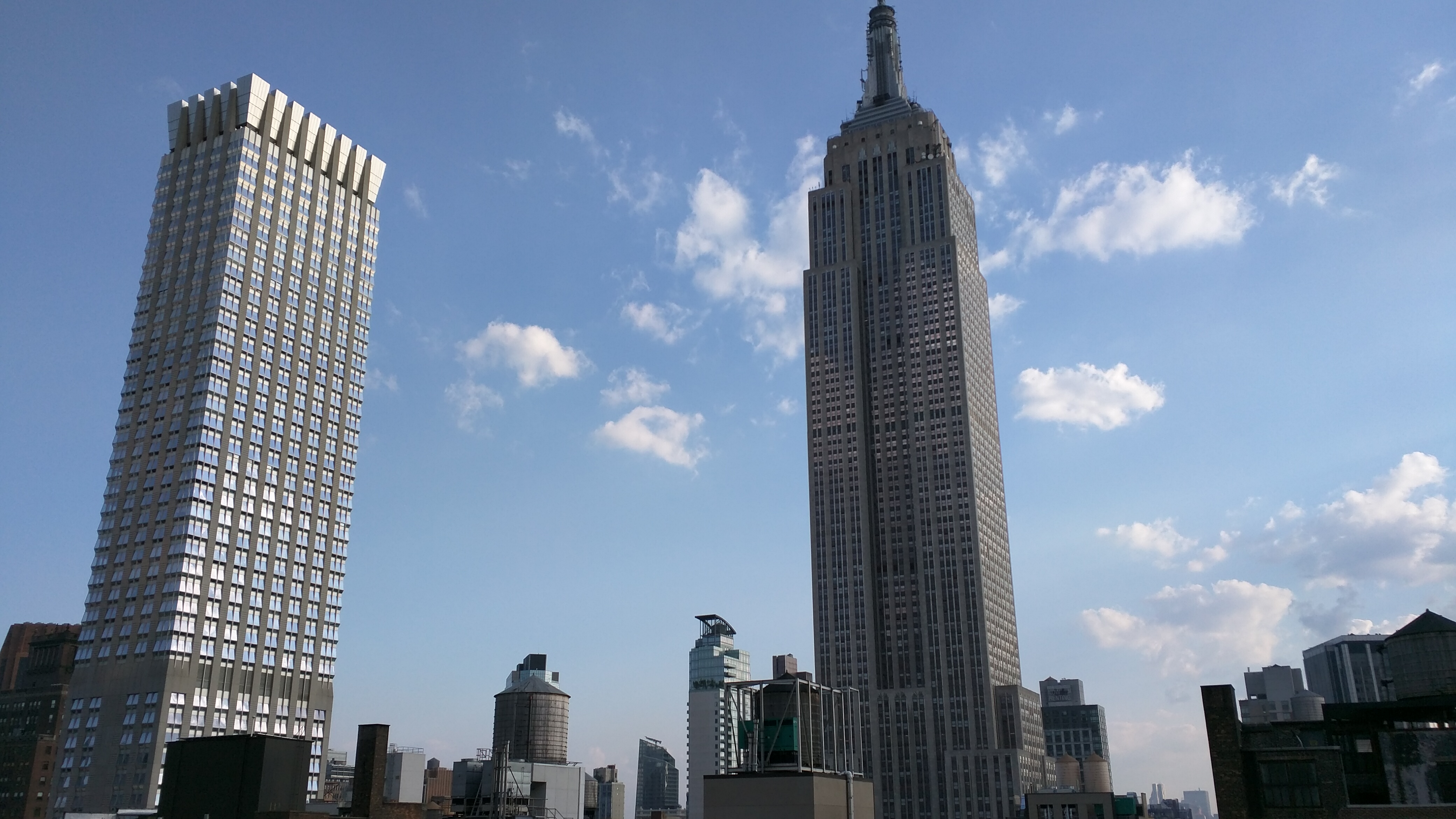
The Langham (links) und das Empire State Building

Die 184 Eigentumswohnungen, darunter vier Penthouses, werden unter The Residences at 400 Fifth Avenue geführt und vermarktet und befinden sich auf 30 Etagen ab dem 29. Stockwerk. 2019 kostete die teuerste Penthousewohnung 32 Millionen US-Dollar. Der separate private Eingang zu den Wohnungen befindet sich in der West 36th Street.